# عروسی دوستان (فیلم)
عروسی دوستان (به هندی: Veere Di Wedding) یا عروسی شیردل‌ها فیلمی محصول سال ۲۰۱۸ و به کارگردانی شاشانکا غوش است. در این فیلم بازیگرانی همچون کارینا کاپور، سونام کاپور، سوارا بهاسکار، شیکها تالسانیا، نینا گوپتا ایفای نقش کرده‌اند.